# Astragalus hymenostegis
Astragalus hymenostegis är en ärtväxtart som beskrevs av Fisch.. Astragalus hymenostegis ingår i släktet vedlar, och familjen ärtväxter. Inga underarter finns listade i Catalogue of Life.